# Флексура
Флексура (на латински: flexsura – извивка, изкривяване) е тектонска преходна структура между пликативните и дизюнктивните дислокации, в която хоризонтално разположените земни пластове претърпяват две резки взаимнопротивоположни огъвания при вертикално разместване на земекорен блок. Флексурата се състои от 5 елемента: две извивки и три крила (две крайни крила – зад пределите на извивките и свързващо крило – между извивките). Всеки от тези елементи се характеризира със собствени параметри на залягане на пластовете, съотношението между които определя многочислените разновидности на флексурите. В зависимост от разположението на крилата флексурите биват прости, попътни и насрещни, а в зависимост от наклона на тяхната връзка – вертикални, наклонени и хоризонтални. Размерите на флексурата са в много широки граници – от няколко метра до стотици километри, а наклонът на крилата – от едва забележим до вертикален. Флексурите са разпространени основно в платформите и в нагънатите области. Особено големи флексури се срещат по краищата на платформите и по бордовете на синеклизите. Някои от тях влияят на процесите на наслояване и определят разпределението на фациите и мощността на седиментните пластове. Много често с флексурите са свързани находищата на нефт.